# Бансвара
Бансва́ра (гінді बांसवाड़ा) — місто у північно-західній частині Індії, у штаті Раджастхан, є адміністративним центром однойменного округу.

## Історія
Від кінця XV століття й до 1949 року місто було столицею однойменного князівства. 1949 року Бансвара стала частиною незалежної Індії.

## Географія
Місто розташовано у південній частині Раджастхану, на захід від річки Махі. Бансвара розташована за 387 кілометрів на південний захід від Джайпура, адміністративного центру штату й на відстані 620 кілометрів на південний захід від Делі, столиці країни.

## Демографія
Динаміка чисельності населення міста за роками:
| 1991   | 2001   | 2011    |
| ------ | ------ | ------- |
| 66 632 | 85 665 | 101 177 |

В етнічному складі населення міста переважають бхіли.

## Транспорт
Основним видом транспорту в місті є автомобільний. За 7 кілометрів на захід від міста розміщений аеропорт Бансвара (ICAO VA51).